# (20618) Daniebutler
(20618) Daniebutler (1999 SG7) – planetoida z grupy pasa głównego asteroid okrążająca Słońce w ciągu 3,86 lat w średniej odległości 2,46 j.a. Odkryta 29 września 1999 roku.